# アレクサンドル・スラスチン
アレクサンドル・スラスチン（Александр Владимирович Сластин、Aleksandr Vladimirovich Slastin、1942年6月12日 - ）は、ロシアの俳優である。

## 来歴
映画で演技を始める前、1961年からソビエト連邦の数多くの劇団で訓練された俳優として活動していた。1968年、レニングラード音楽堂のメンバーとなる。
俳優としてのキャリアをスタートさせた当初は、ロシアの映画作品に出演していた。しかし、1990年代に入ってからは、他の言語圏からの依頼も受けるようになり、ロシア映画以外では、1991年にドイツのテレビ映画『Die junge Katharina』に出演したのが最初である。また、『Lo conosciuto』ではイタリアにも出演している。スラスティンの現在までの代表作は、アドルフ・ヒトラーのベルリンでの最期を描いた『ヒトラー　〜最期の12日間〜』。彼はヴァシリー・イヴァノヴィチ・チュイコフ役を演じた。
現在、サンクトペテルブルク在住。

## 出演作品

### 映画
- ヒトラー 〜最期の12日間〜（ワシーリー・チュイコフ）